# Valentine de Laborde
Pour les articles homonymes, voir Famille de Laborde et de Laborde.
Charlotte Marie Valentine Joséphine de Laborde, par son mariage Mme Gabriel Delessert, est une personnalité française, égérie de l'écrivain Prosper Mérimée, née le 1er janvier 1806 et morte le 13 mai 1894.

## Biographie
Petite-fille du célèbre financier, le marquis Jean-Joseph de Laborde, fille du comte Alexandre de Laborde (1773-1842), homme politique et archéologue, auteur du Voyage pittoresque et historique en Espagne, et de Thérèse Sabatier de Cabre (1780-1854), Valentine de Laborde épousa, le 1er juin 1824, Gabriel Delessert (1786-1858), issu de la célèbre dynastie de banquiers et qui fut préfet de police de Paris de 1836 à 1848. Ils eurent deux enfants :
- Édouard Delessert (1828-1898), peintre, archéologue et pionnier de la photographie ;
- Cécile Delessert (1825-1887), qui épousa le comte Alexis de Valon (1818-1851), archéologue et voyageur, puis le colonel Sigismond du Pouget de Nadaillac.

Le 16 février 1836 à Chartres, où son mari était préfet, elle devint la maîtresse de Prosper Mérimée, alors inspecteur général des monuments historiques, et qui la courtisait depuis longtemps. L'écrivain en fut très épris : « Je suis grandement et gravement amoureux », écrivait-il à son ami Stendhal. « Je suis amoureux fou de la perle des femmes, heureux parce que je suis aimé, très malheureux parce que je ne puis pas prouver mon amour aussi souvent que je voudrais. » Il s'extasiait devant cette « femme ayant les trente-six qualités physiques recommandées par Brantôme et des qualités morales que ce cochon-là ne savait pas apprécier » Pendant six ans cette liaison, affichée au vu et au su du tout-Paris, métamorphosa l'écrivain, célibataire endurci, qui n'eut de cesse de s'améliorer pour se montrer digne de sa maîtresse. Il lui dédia plusieurs de ses pièces et s'en inspira pour certains de ses personnages, comme Mme de Pienne dans Arsène Guillot.
Mérimée présenta aux Delessert la comtesse de Montijo. La comtesse de Laborde, mère de Valentine, s'occupa de ses deux filles, la future duchesse d'Albe et la future impératrice Eugénie, lorsque leur mère était absente et leur servit de correspondante pendant la durée de leurs études au Sacré-Cœur.
Sous la monarchie de Juillet, elle tint un salon prestigieux, recevant dans son hôtel de Passy (rue Basse-de-Passy), les principales figures de la génération romantique: François-René de Chateaubriand, Adolphe Thiers, Eugène Delacroix, Émile de Girardin, Alfred de Musset, Charles de Montalembert, Minghetti, Marie d'Agoult et, plus tard, la comtesse de Castiglione, qui devint sa meilleure amie.
À la fin de l'été 1851, Valentine de Laborde rompit avec Mérimée pour devenir la maîtresse de l'écrivain et voyageur Maxime Du Camp qui écrivit à Flaubert : " Tout s'est passé ainsi que nous le pensions, mon cher vieux, et la Valentine appartient à ton ami." Mais elle ne tarda pas à le quitter pour l'homme politique Charles de Rémusat.
Sous le Second Empire, devenue veuve, elle conserva une position mondaine éminente, intime de l'impératrice Eugénie et arbitre des querelles familiales entre bonapartistes et orléanistes. Première femme à entrer, en 1846, à la Société des bibliophiles français, peintre de talent, amie des arts, esthète et cultivée, ce fut chez elle que le compositeur Ernest Reyer interpréta au piano, pour la première fois à Paris, des œuvres de Richard Wagner. Un jour, au Palais des Tuileries, elle eut l'impertinence de répondre à Napoléon III qui lui demandait ce qu'il fallait faire pour protéger les arts : « Sire, il faut les aimer. »
Gustave Flaubert, ami de Maxime Du Camp, s'est inspiré de Valentine de Laborde pour le personnage de Mme Dambreuse dans L'Éducation sentimentale. Elle a inspiré à Maxime Du Camp le personnage de Viviane dans Les Forces perdues.
Elle est enterrée avec son mari cimetière de Passy (16e arrondissement de Paris), dans le tombeau de la famille Delessert.

### Sources
- François d'Ormesson et Jean-Pierre Thomas, Jean-Joseph de Laborde, banquier de Louis XV, mécène des Lumières, Paris, Perrin, 2002 -  (ISBN 2-262-01820-0).
- Bertrand de Villeneuve Bargemon ALexandre de Laborde, Paris, Ibacom 2011 -  (ISBN 978-2-9536-8691-3).
- Correspondance de Flaubert, Bibliothèque de la Pléiade, (tome II).